# Pèrdix
Pèrdix (en grec antic Πέρδιξ), fill de Pèrdix, germana de Dèdal, l'havien fet aprenent al costat del seu oncle, i ja el superava en habilitat i invents.
Dèdal el va voler matar per por de tenir un rival en les seves arts. Per cometre el seu crim va empènyer el noi des d'un penya-segat. Sobre el fet hi ha dues versions. Una diu que Dèdal va enterrar el cadàver en secret, però el crim es va descobrir i va ser jutjat per l'Areòpag. I l'altra explica que Atena en el moment que queia pel penya-segat, es va apiadar d'ell i el va transformar en una perdiu, au que pren el seu nom d'aquest personatge, tal com apareix a Les Metamorfosis d'Ovidi. Així transformat va assistir alegre als funerals d'Ícar, el fill de Dèdal que també havia mort d'una caiguda. Se'l considera inventor de la serra (que va idear veient les espines del peix) i del compàs i del torn de terrissaire. En algunes fonts se l'anomena Talos, i Pèrdix era només el nom de la seva mare.